# Katedrála svatého Alexandra Něvského (Nižnij Novgorod)
Katedrála svatého Alexandra Něvského (rusky Собор святого благоверного князя Александра Невского), někdy též nazývaná Novojarmareční, je katedrálou ruské pravoslavné církve v ruském městě Nižnij Novgorod. Nachází se na Strelce („Špičce“), tj. při soutoku Oky a Volhy. Spolu se Spaso-preobraženským chrámem (tzv. Starojarmarečním) jsou jedinými dochovanými sakrálními stavbami Nižněnovgorodského jarmarku.

## Historie
Chrám byl postaven v letech 1867 až 1880. Vysvěcen byl 20. července 1881 za přítomnosti ruského cara Alexandra III. Byl zasvěcen vojevůdci z 13. století Alexandrovi Něvskému. Komunisté jej v roce 1927 zavřeli a využívali pro jiné účely. Roku 1940 chrám postihl požár; poté následovala řada rekonstrukcí. V červnu 1992 se chrám navrátil zpět do rukou ruské pravoslavné církve a 12. září 2009 získal status katedrály.

## Architektura
Při stavbě chrámu byly využity prvky několika architektonických stylů (klasicismus, starý rusko-byzantský sloh ...). Chrám má tradičně pět věží, z nichž nejvyšší prostřední symbolizuje Krista Spasitele a čtyři menší čtveřici evangelistů. Nejvyšší kupole chrámu dosahuje výšky 87 metrů. Ikony napsal známý moskevský ikonopisec F.A. Sokolov a některé pocházejí z Makarjevského kláštera.

## Galerie

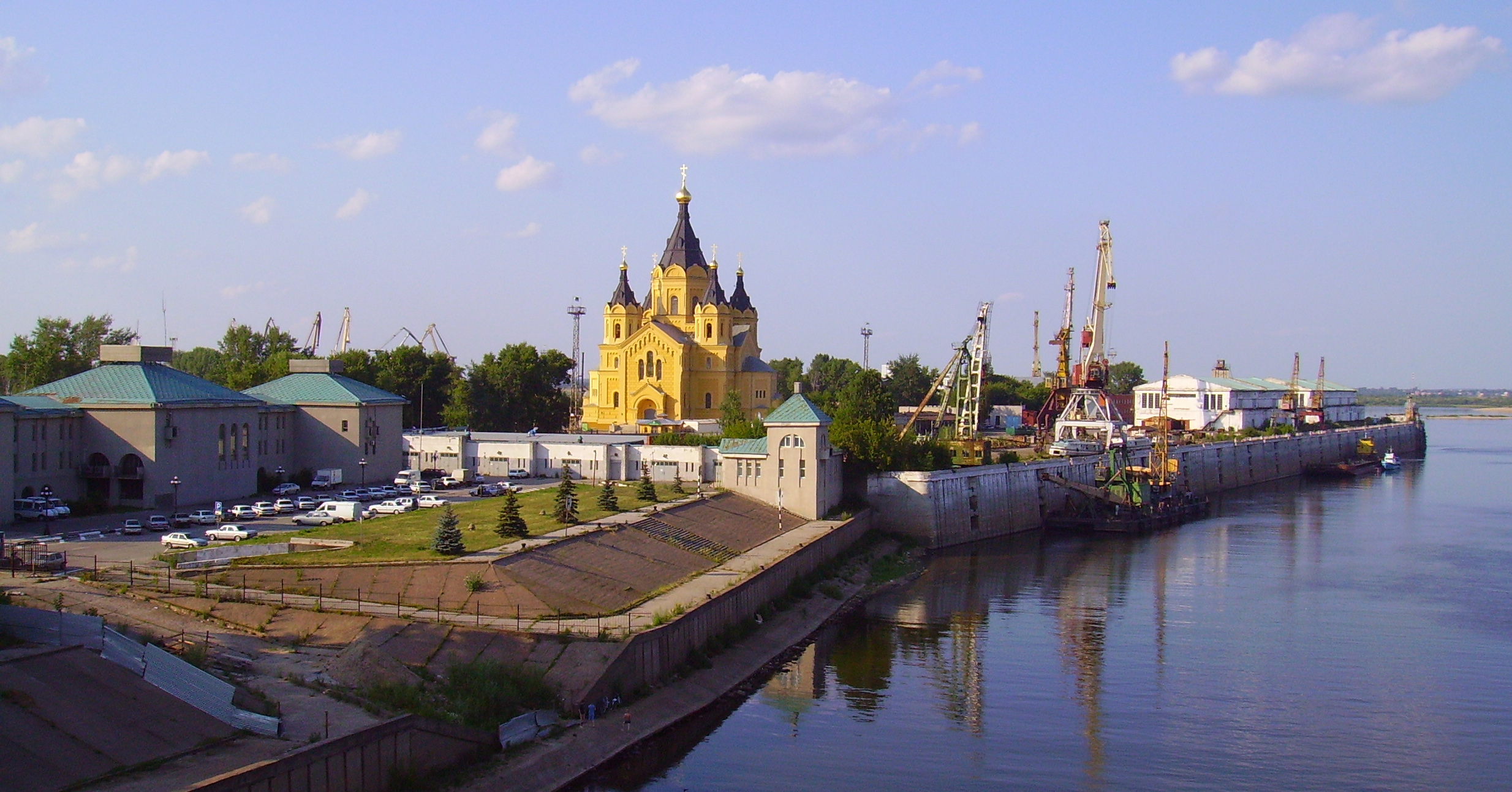
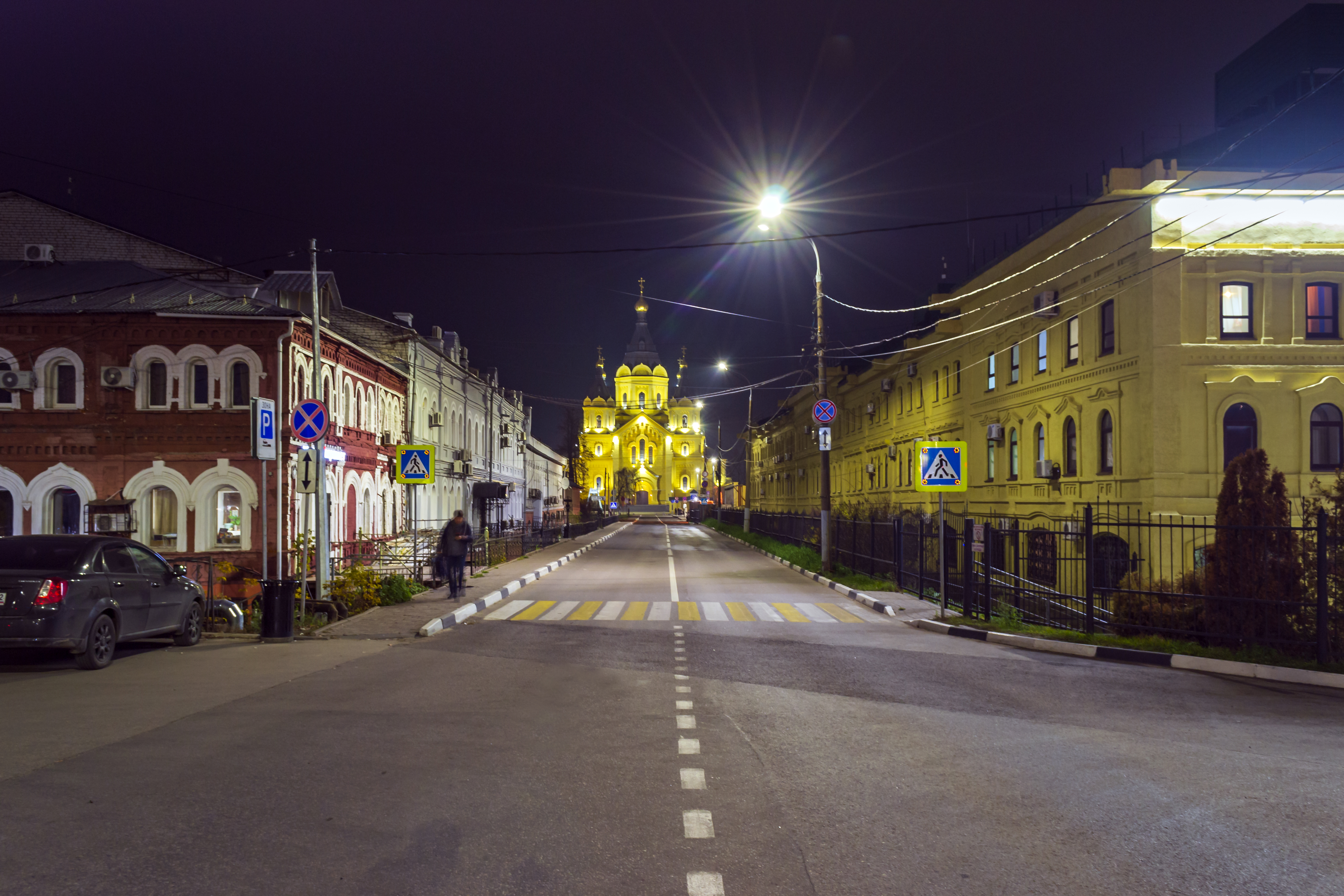
Ulice Strelka
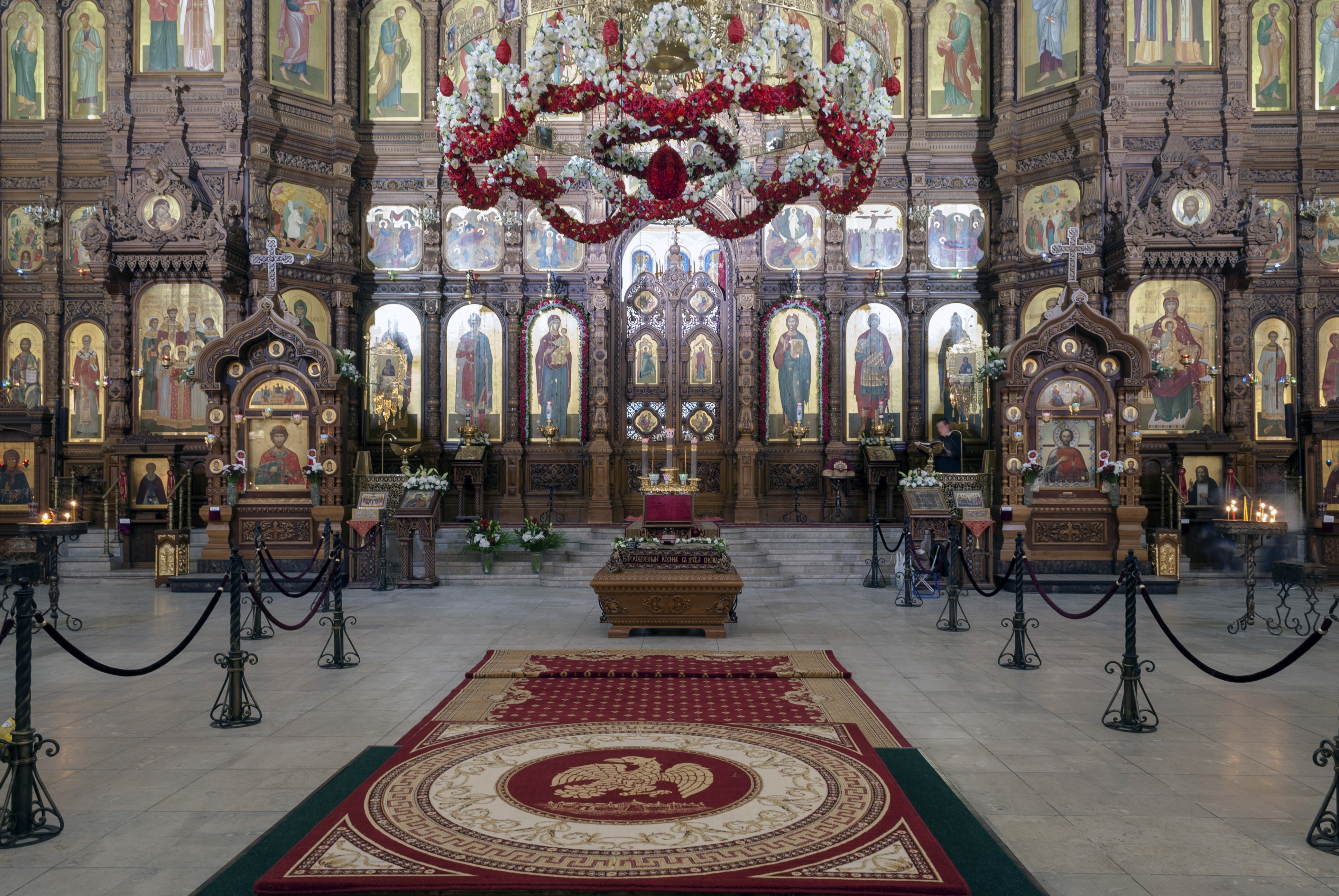
Ikonostas
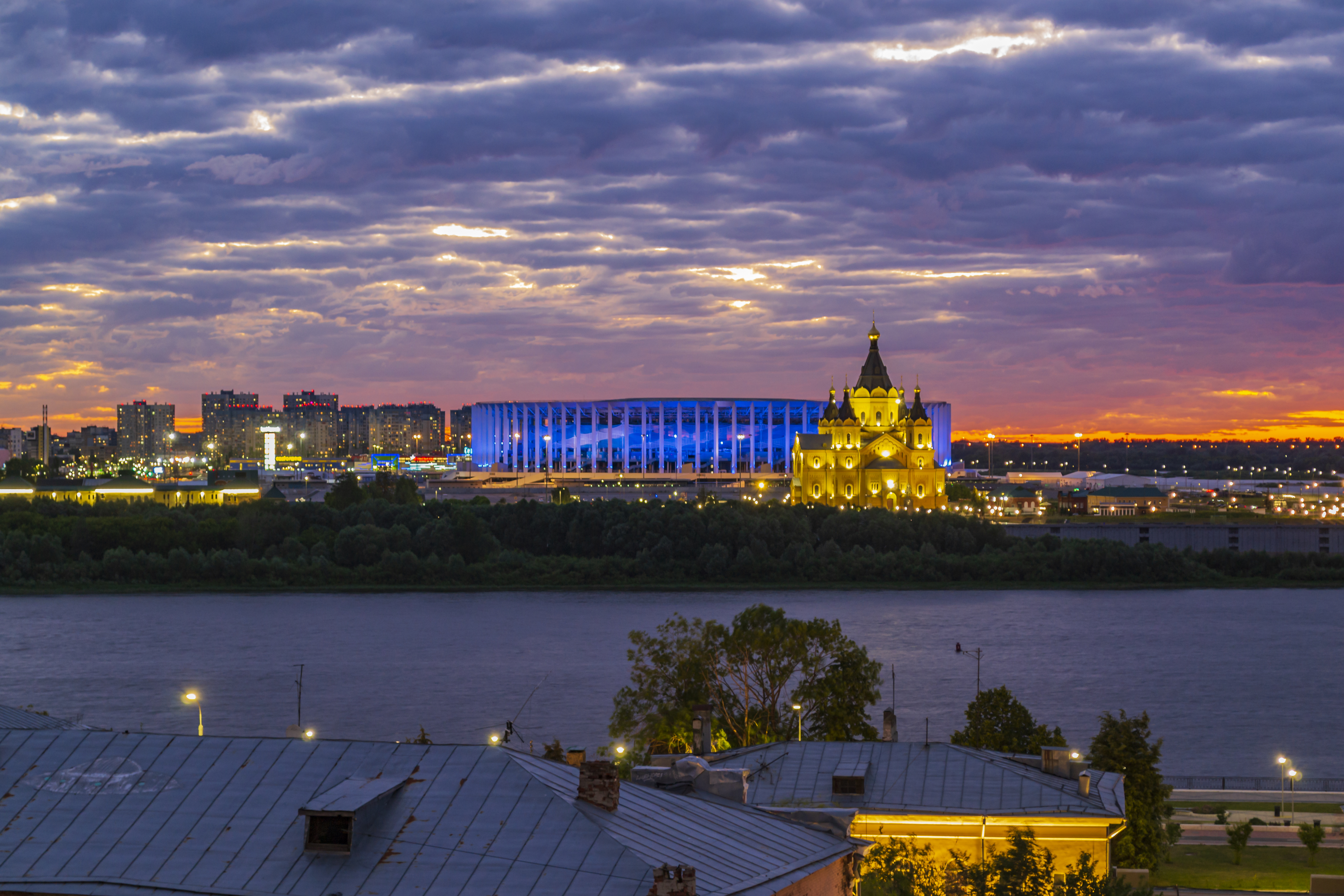